# Róbert burgundi gróf
Burgundi Róbert (?, 1300 – Párizs, 1315) volt 1303 és 1315 között Burgundia grófja.

## Élete
1300-ban született, apja IV. Ottó burgundi gróf, anyja Matild artois-i grófnő.
3 éves korában apja belehalt a Courtrai-i csata során szerzett sebesüléseibe. Róbert ekkor örökölte a grófi címet, míg anyja a grófság régense volt. 15 éves korában meghalt, ekkor nővére, Burgundi Johanna, V. Fülöp francia király felesége örökölte a grófi címet utána.

## Fordítás
- Ez a szócikk részben vagy egészben  a   Robert de Bourgogne című francia Wikipédia-szócikk fordításán alapul.  Az eredeti cikk szerkesztőit annak laptörténete sorolja fel. Ez a jelzés csupán a megfogalmazás eredetét és a szerzői jogokat jelzi, nem szolgál a cikkben szereplő információk forrásmegjelöléseként.